# Asaro Mudmen

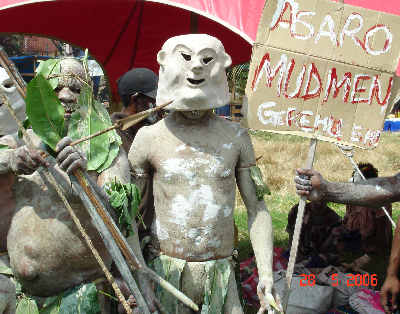
Asaro Mudmen, Port Moresby, Kulturelle Darbietung

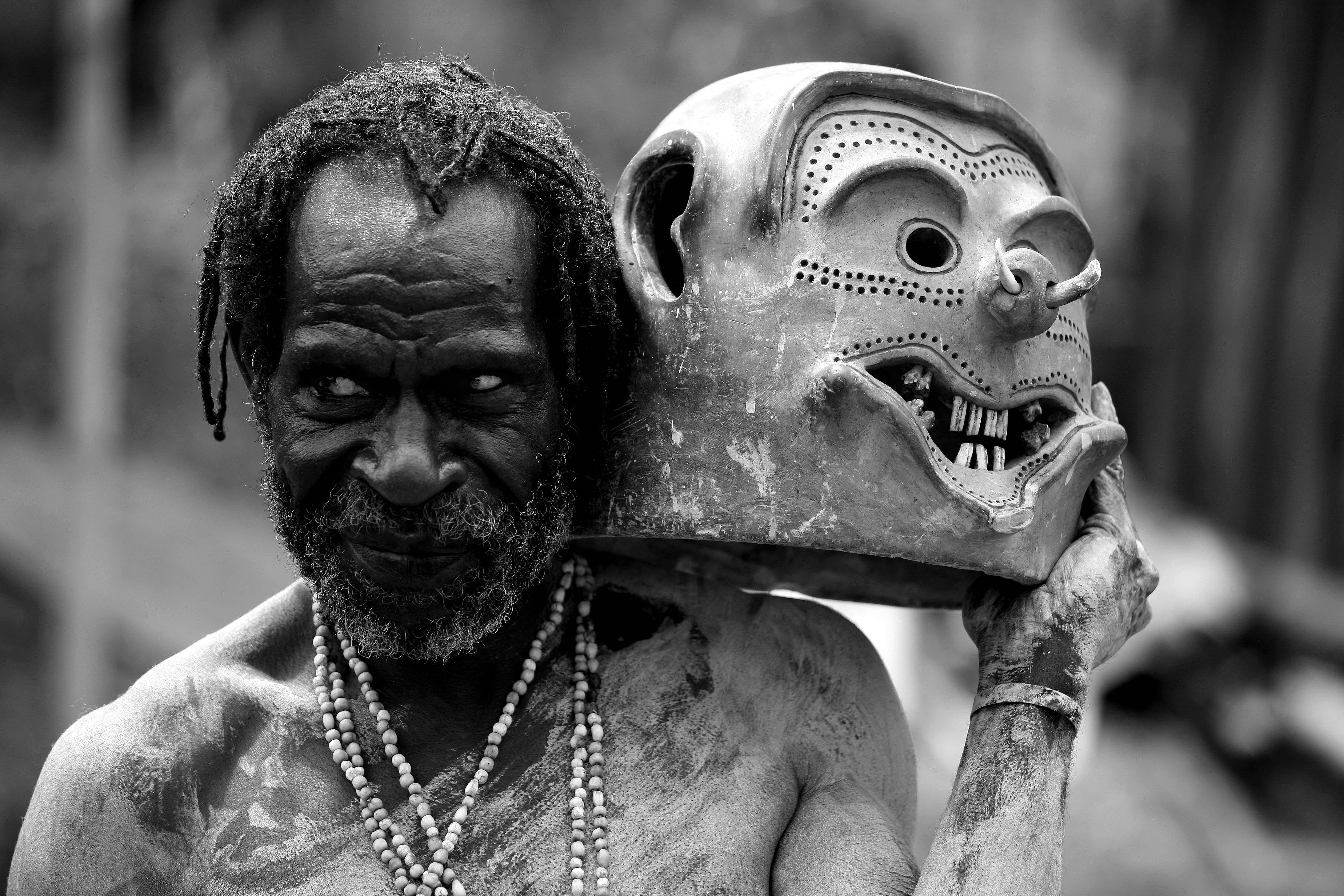
Asaro mudman mit Maske auf der Schulter, in Kabiufa

Die Asaro Mudmen (Schlamm- oder Lehmmenschen) sind ein Volk aus der Provinz Eastern Highlands, dem Hochland der Republik Papua-Neuguinea. Sie leben in der Gegend der Provinzhauptstadt Goroka. Der Name Asaro-Mudmen geht auf den Asaro-Fluss zurück, der durch das Siedlungsgebiet fließt.

## Geschichte
Die Geschichte der Asaro-Mudmen beginnt in den 1880er oder 1890er Jahren mit Bukiro Pole, Großvater von Rupio Okoroho, Erfinder der Mudmen-Tradition. In Watabung lernte er die Praktik bakime kennen, bei der sich Menschen das Gesicht mit dem weißen Saft des Meniba-Baumes einrieben, um sich bei Angriffen aus dem Hinterhalt besser tarnen zu können. Diese Praktik führte er bei sich im Dorf ein und entwickelte sie zum girituwai weiter. Hierbei wird Lehm auf einen helmartigen Aufbau aus Bambus und Netztaschenmaterial (Bilum) aufgetragen, welcher später eng am Kopf angelegt getragen wird. Später wurde anderes Baumaterial verwendet, wie die Wurzeln von Bananenbäumen beziehungsweise ungebrannter Ton.
Veranstalter der ersten Eastern Highlands Agricultural Show kontaktierten 1957 den Dorfvorsitzenden und Enkel Poles, Rupio Okoroho, mit der Bitte, in einem Wettstreit kulturelles Erbe seines Volks mit einem Sing Sing (Tanz) aufzuführen. Dieser ließ das girituwai in modifizierter Form vorführen, die Masken wurden zu Kunstwerken verfeinert und die Gesichtszüge individualisiert. Die Körper des Tänzers wurden mit weißem Lehm eingerieben. 200 als Mudmen verkleidete Asaro nahmen am Wettbewerb teil und hinterließen mit einer einschüchternden Performance bleibenden Eindruck bei den Zuschauern. Der langsam aufgeführte Tanz demonstrierte Vergänglichkeit, „spröde, zersplitterte Knochen“. Die Fliegen werden symbolisch durch das Wedeln mit Bananenblättern vertrieben. An Waffen tragen sie Pfeil und Bogen, Äxte und Speere. Sie erhielten den ersten Preis und erwarben den Namen holosa, was „Asaro-Geist“ bedeutet. Bis 1964 auf die Agricultural Show beschränkt, tourten die Asaro später mit dem Schauspiel durch die Region, was Werbebegehren für Industriezwecke auslöste (Toyota oder Pepsi) und nationalen Symbolcharakter erlangte.

## Legendenbildung
Die Beliebtheit führte zur Legendenbildung. Die Bekannteste erzählt, wie die Mudmen im Kampf gegen einen feindlichen Stamm unterlegen waren und sich genötigt sahen den Schutz des Asaro-Flusses aufzusuchen. Im Schutze der Dämmerung wollten die unterlegenen Krieger fliehen. Der Feind sah die Mudmen sich aus dem Schlamm des Flusses erheben und bekam es mit der Angst zu tun, da Körper und Kopf vollständig schlammverkrustet waren. Man glaubte, es seien Geister, vor denen große Ehrfurcht bestand. Aus Furcht und Schrecken floh nunmehr das siegreiche Volk und wich dem Gegner endgültig.
Eine andere Legende erzählt von einem Asaro-Jungen der Milben bekam. Die Dorfbewohner bedeckten seinen Körper mit Schlamm und seinen Kopf mit einer Schlammmaske, woraufhin die Milben starben.
Das Schauspiel wird inzwischen nachgeahmt, so von den Mindima. Deren Masken sind größer und froschartig. Dazu tragen sie geschärfte Bambussplitter an den Fingern.